# Acido eicosadienoico
L'acido eicosadienoico è qualunque acido carbossilico appartenente alla classe dei cosiddetti acidi grassi alifatici polinsaturi con 20 atomi di carbonio e 2 doppi legami.
Sono comuni vari isomeri, tutti con legami in configurazione cis.
L'isomero omega-6 con i legami in posizione 11 e 14, notazione delta 20:2Δ11c,14c, noto anche come acido homo gamma linoleico o di-omo linoleico, può essere individuato in modiche concentrazioni, in genere non superiori al 2%,  negli oli di semi di centinaia piante, in particolare cruciferae e ranunculaceae e pinaceae oltre che nel latte materno umano.
L'isomero omega-9 con i legami in posizione 5 e 11, notazione delta 20:2Δ5c,11c, noto anche come acido keteleeronico, può essere individuato in modiche concentrazioni, in genere non superiori al 2%,  negli oli di semi di pinaceae e cupressaceae .
Più rari nel mondo vegetale gli isomeri con legami in posizione 6 e 9, notazione delta 20:2Δ6c,9c,  oppure 7 e 11, notazione delta 20:2Δ7c,11c, noto come acido di-omo taxoleico
Insolubile in acqua, è solubile invece in cloroformio, esano, etanolo.